# Dimitri Ashkenazy
Dimitri Ashkenazy (* 8. Oktober 1969 in New York) ist ein isländisch-schweizerischer Klarinettist.

## Leben
1978 zog er mit seinen Eltern von seinem Heimatland Island in die Schweiz, wo er seither lebt. Seit 1991 gibt er Konzerte in der ganzen Welt, so unter anderem in der Hollywood Bowl in Los Angeles, im Sydney Opera House, in der Londoner Royal Festival Hall, bei den Salzburger Festspielen, im Prager Rudolfinum und im Salle Pleyel in Paris. Dabei arbeitet er mit bekannten Orchestern wie dem Deutschen Symphonie-Orchester Berlin, dem Royal Philharmonic Orchestra und den Sankt Petersburger Philharmonikern und mit namhaften Künstlern wie Peter Maxwell Davies, Krzysztof Penderecki, Edita Gruberová, Nikolai Morosow, Barbara Bonney und Bernd Glemser.
Ashkenazy hat zwei Klarinettenkonzerte uraufgeführt: 1994 das Concerto per Clarinetto e Orchestra „Piano Americano“ des Mailänder Komponisten Marco Tutino am Teatro alla Scala und 1997 „Passages“ für Klarinette und Orchester von Filippo del Corno.
Dimitri Ashkenazy ist der Sohn des Pianisten und Dirigenten Vladimir Ashkenazy.

## Diskographie
- Franz Krommer: Klarinettenkonzert & Sinfonia Concertante - Northern Sinfonia; Howard Griffiths, Dirigent - paladino music pmr 0024 (2012)
- Wolfgang Amadeus Mozart, Johannes Brahms, Alexander von Zemlinsky: Klarinettentrios; Wolfgang Amadeus Mozart: Klarinettenquintett; Johannes Brahms: Sonate op. 120/1; Franz Schubert: Der Hirt auf dem Felsen - Roland Krüger, Klavier; Christopher Hinterhuber, Klavier; Ursula Langmayr, Sopran; Acies Quartett, Manuel Hofer, Viola; Martin Rummel, Violoncello - paladino music pmr 0005 (2011)